# Miroslav Filipović

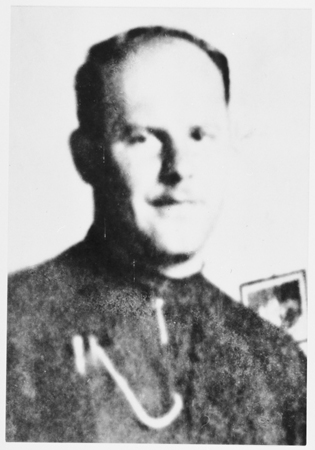
Filipović, circa 1941/45

Miroslav Filipović (Jajce, 5 juni 1915 – Zagreb, 1946), ook bekend als Tomislav Filipović en Tomislav Filipović-Majstorović, was een Kroatische nazi-collaborateur en veroordeelde oorlogsmisdadiger. Hij was aanvankelijk rooms-katholiek priester, franciscaan en militair aalmoezenier. Tijdens de Tweede Wereldoorlog nam hij deel aan de massamoord door het Kroatische Ustašeregime, met name in het concentratiekamp Jasenovac. Zijn extreem wrede acties in het kamp leverden hem de bijnaam “De Duivel van Jasenovac” op. Filipovic werd voor het einde van de oorlog uit de franciscanenorde gezet, maar hij werd door de katholieke kerk niet geëxcommuniceerd. Filipović werd veroordeeld voor oorlogsmisdaden door een Duitse militaire rechtbank en na de nederlaag van de Ustaše door een Joegoslavische rechter ter dood veroordeeld en in 1946 opgehangen.

## Vroege leven
Van zijn jeugd is niets bekend. In 1938 werd hij lid van de franciscanenorde in het Petrićevacklooster bij Banja Luka. Daar nam hij Tomislav als zijn religieuze naam aan.
In 1941 werd de Onafhankelijke Staat Kroatië (NDH) opgericht, een vazalstaat geïnstalleerd door de Asmogendheden. Het omvatte toen Bosnië en Herzegovina en het grootste deel van Kroatië en werd geregeerd door de Ustašabeweging, een organisatie van extremistische Kroatische nationalisten. Filipović kreeg eerst een functie als kapelaan in de regio Rama in het noorden van Herzegovina. In januari 1942, na het voltooien van zijn theologische examens in Sarajevo, werd hij militair aalmoezenier bij de Ustaša.

## Ustaše-kapelaan
De verklaringen van twee ooggetuigen en een senior Duitse generaal zeggen dat op 7 februari 1942 Filipović aanwezig was in zijn bataljon tijdens een operatie met als doel het uitroeien van Serviërs in de afwikkeling van Drakulić, aan de noordelijke rand van Banja Luka, in twee naburige dorpen, Motike en Šargovac. Een paar Serviërs hebben het overleefd, maar het overgrote deel van de operatie bereikte haar doel en meer dan 2300 Servische burgers - mannen, vrouwen en kinderen - werden gedood, meestal door middel van een bijl of pikhouweel. Hij kreeg door zijn troepen de bijnaam “de glorieuze”. Hij had het perverse genoegen om kleine kinderen naar hem te laten brengen. Vervolgens slachtte hij de kinderen langzaam een voor een af terwijl de overige kinderen toekeken. De kleinsten moesten hem vaak assisteren, waarna ze er zelf ook aan moesten geloven. Filipović gebruikte hiervoor traditionele wapens: het mes en het pistool. Na de bloederige martelingen waren sommige verminkte kinderen nog in leven. Dan sneed Vader Zvonimir Brekalo de kinderen de keel door, als een soort genadeslag.
Zo heeft Flilipović ook 52 kinderen gedood bij de plaatselijke basisschool in Banja Luka. Twee leraren overleefden het bloedbad. Filipović werd daarop voor de krijgsraad gedaagd door de Duitsers. Op 4 april 1942 werd Filipović geschorst uit zijn pastorale functie door de pauselijke legaat in Zagreb en gevangengezet in Kroatië. In 1943 werd Flipović ook verbannen uit de Franciscanen, maar hij werd niet geëxcommuniceerd. Lerares Dobrila Martinović kreeg een zenuwinzinking na het gebeuren en haar collega Mara Šunjić was een van de getuigen tegen Filipović tijdens het proces dat na de oorlog in Belgrado gevoerd werd. Volgens Šunjić' getuigenverklaring had Filipović niet alleen deelgenomen aan de gruweldaad, maar ook zijn collega's daar aangezet en aangespoord tot extreme wreedheden.
In 1955 gaf Dobrila Martinović weer les in het Bosnische dorp Šiprage ten zuidoosten van Banja Luka. Ze herinnerde dat ze geen reden had om ongerust te zijn toen Filipović aankwam bij de school, omdat hij bekend was op het nabijgelegen Prebićevac-klooster. Hij was daar, voor zover zij wist, toen niet speciaal bekend om zijn wreedheden. Ook was hij bij eerdere gelegenheden vriendelijk geweest. Hij kwam vaker een bezoek brengen op de school, maar op die ene vreselijke dag kwam Filipović samen met enkele Ustaše. De kinderen waren niet bang, meer nieuwsgierig. Hij nam een meisje bij zich, Vasilija Glamočanin, en hij slachtte haar met een mes af voor in de klas. Hij drong er bij de overige Ustaše op aan om hetzelfde te doen met de andere kinderen en hij verzekerde hun dat hij hun zonden op zich zou nemen. Vergelijkbare gruwelijkheden vonden plaats op 12 februari 1942 in twee andere dorpen in de buurt, Piskavica en Ivanjska (nu Potkozarje). Er zijn geen concrete bewijzen dat Filipović hier zelf daadwerkelijk bij betrokken was.
In zijn verklaring voor de Kroatische Staatscommissie, ingesteld na de Tweede Wereldoorlog om oorlogsmisdaden “door de bezetter en hun collaborateurs” te onderzoeken, verklaarde Filipović dat hij niet deelnam aan of aanwezig was bij de slachtingen van 7 februari. Generaal Edmund Glaise-Horstenau, de Duitse militair attaché in Kroatië, legde echter een belastende verklaring af over Filipović. Deze zou niet alleen bij de bloedbaden aanwezig zijn geweest, maar ook bij een voorbereidende vergadering, samen met enkele andere priesters. Het hoofd van de Ustaše in Banja Luka, Viktor Gutić, en de voorzitter van de rechtbank, dr. Stilinović, waren daar ook bij.

## Zijn misdaden in het kampencomplex

### Benoemingen
Omdat de interne bewakingsdienst, waar Maks Luburić over ging, extra kampbeulen kon gebruiken, werd Filipović snel vanuit de gevangenis overgeplaatst naar het kampcomplex in Jasenovac van arbeids- en vernietigingskampen. Hij werd eerst kampcommandant van een klein doorgangskamp nabij Jasenovac. Kort daarna werd hij hoofdcommandant en verantwoordelijk voor de massaexecuties. Hij werd ook luitenant van de commandant Ljubo Miloš en van de beheerder Ivica Matković. Later, op 10 juni 1942, werd Filipović beheerder van het hoofdkamp in deze plaats tot maart 1943. Luburić gaf Filipović een nieuwe naam, Majstorović, afgeleid van een lokaal woord voor meester of vakman, zijn trotse bijnaam. Vanaf dat moment werd Filipović soms met die naam aangeduid in documenten en soms ook als Filipović-Majstorović. Deze bijnaam kreeg hij na een weddenschap met eveneens wrede kampbeulen Marinko Polić en Jerko Maričić van wie het wreedst was. Hij won.
Een bijzonder wrede moord werd beschreven door de voormalige Joodse gevangene Egon Berger in zijn boek 44 maanden in Jasenovac. In dat boek wordt zo'n weddenschap beschreven:
Het priesterlijke gezicht van Fra Majstorovic (Filipović) was opgemaakt en bepoederd. De man gekleed in een elegant kostuum met een groene jagershoed, keek met genoegen naar zijn slachtoffers. Hij benaderde de kinderen, dan streelde hij hun hoofd. Fra Majstorovic vertelde de moeders dat er nu een doop voor de kinderen zal komen. Hij en de andere twee kampbeulen namen de kinderen van de moeders. Het kind dat Vader Majstorovic droeg, streelde in zijn kinderlijke onschuld het opgemaakte gezicht van zijn moordenaar. De moeders werden gezien de situatie radeloos. Ze boden hun leven om genade voor de kinderen. Twee kinderen werden op de grond geplaatst, terwijl een derde als een bal in de lucht werd gegooid en door pater Majstorovic, met een dolk omhoog, opgevangen werd. Er werd drie keer gemist, maar de vierde keer werd het kind wel gespietst op de dolk, met een grap en een lach. De moeders wierpen zich op de grond, trokken aan hun haren en ze begonnen te schreeuwen. De bewakers namen de kinderen weg en doodden hen. Nadat alle kinderen bruut waren vermoord, wisselden de drie tweebenige beesten geld uit. Want de weddenschap was immers wie als eerste een kind aan een dolk gespietst kreeg.

### Commandant van Jasenovac
Na de oorlog gaf Filipović toe dat hij persoonlijk ongeveer 100 gevangenen had gedood en massaexecuties van veel meer had bijgewoond. Hij schatte dat onder zijn bevel 20-30.000 gevangenen werden geliquideerd in het belangrijkste Jasenovac-kamp. Hij zei dat de gevangenen werden gedood na het graven van hun eigen massagraf. Als ze in hun loopgraven stonden moesten de gevangenen elkaar doden, waarbij om en om een van de buren een moker in handen had gekregen om dit te moeten doen.
Filipović regelde dit in Stara Gradiška, dat is een gevangeniskamp dat in de eerste plaats voor vrouwen werd aangewezen in Camp V binnen het Jasenovac-systeem.
Na het horen van 62 overlevenden van Jasenovac werd Filipović geschaard onder 13 Ustaše die "stonden" voor hun wreedheid en directe betrokkenheid bij de moord. Ze meldden dat zelfs de wreedheid van Ljubo Miloš, die gevangenen soms eigenhandig de keel doorsneed, werd "overtroffen in sadisme" door Filipović. De commissie gaf de overlevenden de erkenning voor wat Filipović hen had aangedaan door zijn deelname aan de wreedheden. Het dodental dat hij zelf gaf was veel lager dan het dodenaantal dat de overlevenden gaven, vooral met betrekking tot het aantal slachtoffers dat eigenhandig door hemzelf was gedood. De commissie citeerde een getuige, Tomo Krkac, die Filipović heel vaak zag schieten op gevangenen tijdens de zogenoemde openbare executies en het dwingen van gevangenen om andere gevangenen met voorhamers te doden.
Een andere overlevende, Josip Riboli, vertelde:
In vergelijking met Matković en Miloš, wier gezicht de laagheid onthulde van hun innerlijke natuur, leek Filipović Majstorović vriendelijk en zacht - behalve wanneer het slachten begon. Dan was hij onvergelijkbaar. Hij was de leider van al die massamoorden in Gradina. Hij ging elke avond gevangenen slachten en dan kwam hij terug onder het bloed.
Een getuige, Dervis Šarac, herinnerde zich hoe drie zigeuners werden gebracht om muziek af te spelen. Filipović, die teleurgesteld was in de muziek, schoot één dood en de anderen liet hij afvoeren om ook geëxecuteerd te worden.
Zo waren er wel meer getuigenissen tegen hem.
In september 1944 was Filipović op een ad-hockrijgsraad bijeengeroepen, om te beramen wat er moest gebeuren met 31 gevangenen die beschuldigd werden van het smeden van banden met de partizanen en het beramen van een ontsnapping. Alle 31 beschuldigde gevangenen werden opgehangen na het ondergaan van ernstige martelingen.
De Ustaša selecteerde sadisten als Filipović. Het was doodnormaal om gevangenen en verdachten direct te straffen zonder nader onderzoek of een straf wel terecht was. Filipović was een groot voorstander van deze mentaliteit en hij had de nodige invloed bij de Ustaša.

### Commandant van Stara Gradiška
Het kamp Stara Gradiška had voornamelijk vrouwen en kinderen. Filipović was daar het hoofd. Ook hier blonk hij uit in sadisme. Filipović' sadistische manier van het martelen en doden van kinderen was een van zijn specialiteiten. Van katholieke feestdagen maakte hij horrordagen met de meest weerzinwekkende vernederingen, mishandelingen en afslachtingen.

## Na de oorlog
In 1946 stond Filipović terecht in Belgrado voor oorlogsmisdaden. Het bewijsmateriaal was ruimschoots in overeenstemming met zijn verklaring die hij aan de Kroatische oorlogsmisdadencommissie aflegde. Zijn deelname aan een aantal misdrijven en het ontkennen van betrokkenheid bij andere was veelal omvattender dan hij zelf beweerde. Hij werd schuldig bevonden, ter dood veroordeeld en opgehangen.